# Bahnstrecke Laucha–Kölleda
| Streckennummer: | 6727                       |                                         |                                         |
| Kursbuchstrecke: | 159b (1934) 612 (1973, DR) |                                         |                                         |
| Streckenlänge: | 38,8 km                    |                                         |                                         |
| Spurweite: | 1435 mm (Normalspur)       |                                         |                                         |
| |                            |                                         |                                         |
| \| \| \| von Naumburg \| \| \| \| 0,00 \| Laucha (Unstrut) \| 118 m \| \| \| \| nach Nebra \| \| \| \| 3,73 \| Golzen (Thür) \| 182 m \| \| \| 7,57 \| Bad Bibra \| 163 m \| \| \| \| 12-Apostel-Brücke \| \| \| \| \| Schnecktalbrücke \| \| \| \| \| Neubaustrecke Erfurt–Leipzig/Halle \| \| \| \| 12,06 \| Saubach (Thür) \| Saubach (Thür) \| \| \| 16,01 \| Billroda \| Billroda \| \| \| 19,54 \| Lossa (Finne) \| Lossa (Finne) \| \| \| 20,10 \| Gleisende ab 1947 \| Gleisende ab 1947 \| \| \| \| Landesgrenze Sachsen-Anhalt / Thüringen \| \| \| \| 22,13 \| Rothenberga \| Rothenberga \| \| \| 26,41 \| Bachra \| Bachra \| \| \| 29,29 \| Ostramondra \| Ostramondra \| \| \| 32,43 \| Großmonra-Burgwenden \| Großmonra-Burgwenden \| \| \| 35,10 \| Battgendorf \| Battgendorf \| \| \| \| von Großheringen \| \| \| \| 38,80 \| Kölleda \| Kölleda \| \| \| \| nach Straußfurt \| \| |                            |                                         |                                         |
| Strecke |                            | von Naumburg                            | von Naumburg                            |
| Bahnhof | 0,00                       | Laucha (Unstrut)                        | 118 m                                   |
| Abzweig ehemals geradeaus und nach rechts |                            | nach Nebra                              | nach Nebra                              |
| Haltepunkt / Haltestelle (Strecke außer Betrieb) | 3,73                       | Golzen (Thür)                           | 182 m                                   |
| Bahnhof (Strecke außer Betrieb) | 7,57                       | Bad Bibra                               | 163 m                                   |
| Brücke (Strecke außer Betrieb) |                            | 12-Apostel-Brücke                       | 12-Apostel-Brücke                       |
| Brücke (Strecke außer Betrieb) |                            | Schnecktalbrücke                        | Schnecktalbrücke                        |
| Kreuzung geradeaus unten (Strecke geradeaus außer Betrieb) |                            | Neubaustrecke Erfurt–Leipzig/Halle      | Neubaustrecke Erfurt–Leipzig/Halle      |
| Haltepunkt / Haltestelle (Strecke außer Betrieb) | 12,06                      | Saubach (Thür)                          | Saubach (Thür)                          |
| Haltepunkt / Haltestelle (Strecke außer Betrieb) | 16,01                      | Billroda                                | Billroda                                |
| Bahnhof (Strecke außer Betrieb) | 19,54                      | Lossa (Finne)                           | Lossa (Finne)                           |
| Kilometer-Wechsel (Strecke außer Betrieb) | 20,10                      | Gleisende ab 1947                       | Gleisende ab 1947                       |
| Grenze (Strecke außer Betrieb) |                            | Landesgrenze Sachsen-Anhalt / Thüringen | Landesgrenze Sachsen-Anhalt / Thüringen |
| Haltepunkt / Haltestelle (Strecke außer Betrieb) | 22,13                      | Rothenberga                             | Rothenberga                             |
| Haltepunkt / Haltestelle (Strecke außer Betrieb) | 26,41                      | Bachra                                  | Bachra                                  |
| Haltepunkt / Haltestelle (Strecke außer Betrieb) | 29,29                      | Ostramondra                             | Ostramondra                             |
| Haltepunkt / Haltestelle (Strecke außer Betrieb) | 32,43                      | Großmonra-Burgwenden                    | Großmonra-Burgwenden                    |
| Haltepunkt / Haltestelle (Strecke außer Betrieb) | 35,10                      | Battgendorf                             | Battgendorf                             |
| Abzweig ehemals geradeaus und von links |                            | von Großheringen                        | von Großheringen                        |
| Bahnhof | 38,80                      | Kölleda                                 | Kölleda                                 |
| Strecke |                            | nach Straußfurt                         | nach Straußfurt                         |

Die Bahnstrecke Laucha–Kölleda, besser bekannt unter dem Namen Finnebahn, war eine eingleisige Nebenbahn im heutigen Sachsen-Anhalt und Thüringen. Sie zweigte in Laucha von der Unstrutbahn ab und traf in Kölleda auf die Bahnstrecke Straußfurt–Großheringen. Hervorzuheben sind zwei unter Denkmalschutz stehende Viadukte im Saubachtal, die 29 Meter hohe und 100 Meter lange Schnecktalbrücke sowie die 20 Meter hohe 12-Apostel-Brücke.
Heute folgt ein Abschnitt der Bundesstraße 176 weitgehend dem Verlauf der Finnebahn.

## Geschichte

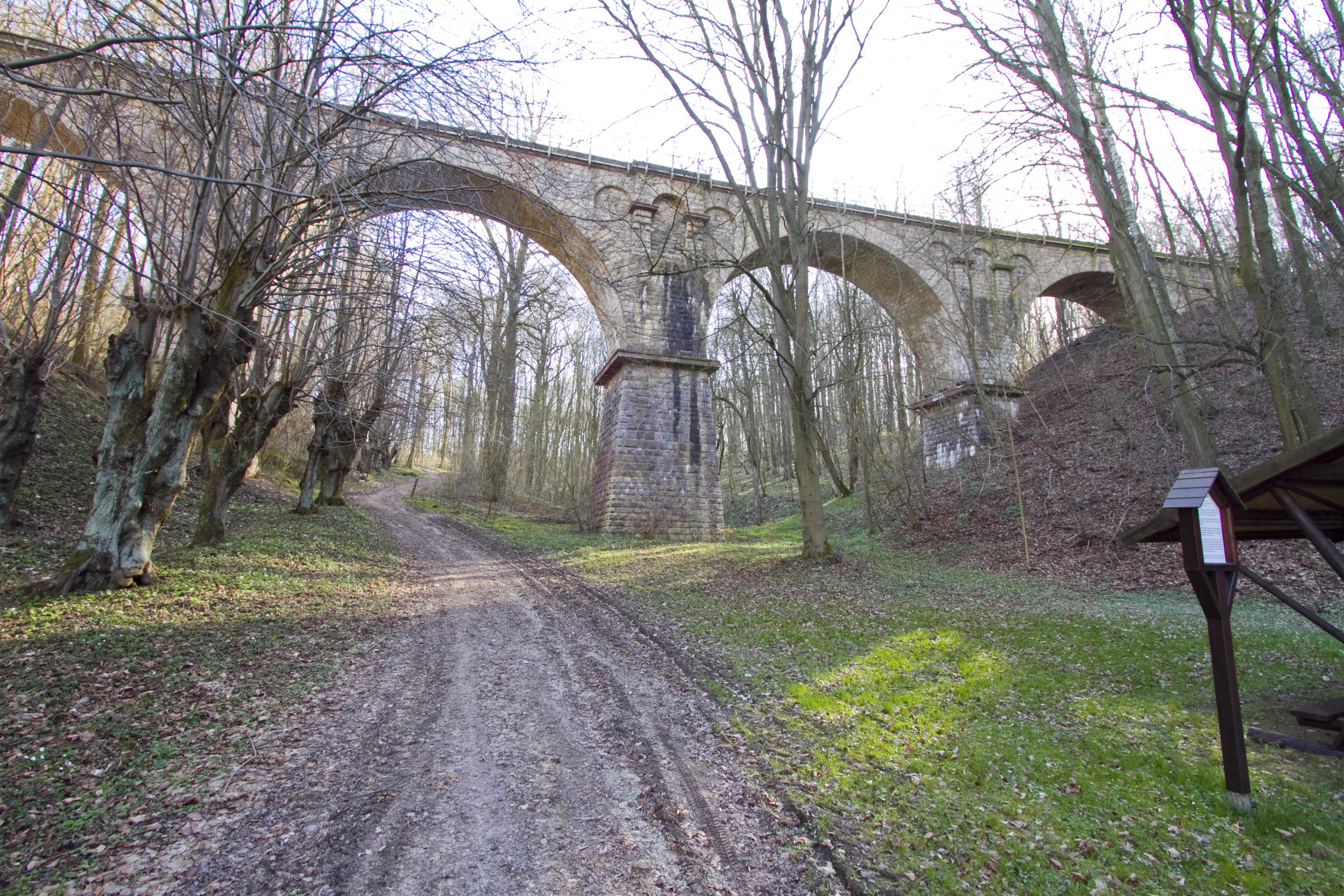
12-Apostel-Brücke (2012)

Am 11. März 1908 wurde im Ratskeller zu Laucha der Bau der Bahnstrecke beschlossen, noch im selben Jahr begannen die Projektierungsarbeiten. Baubeginn war am 8. Mai 1912. Am 1. Mai 1914 wurde die Strecke zwischen Kölleda und Lossa, am 1. Juli zwischen Lossa und Billroda und am 1. Oktober des gleichen Jahres zwischen Billroda und Laucha eröffnet.
1944 verkehrten werktags fünf und sonntags drei Zugpaare.
Im November 1947 wurde die Strecke zwischen Kölleda und Lossa als Reparationsleistung an die Sowjetunion demontiert. Nach der Einstellung des Personenverkehrs am 30. November 1967 bis Lossa blieb die Strecke für sowjetische  Armeeverladungen erhalten. Der Personenverkehr Bad Bibra–Lossa wurde am 25. Mai 1968 und Laucha–Bad Bibra am 30. September 1973 eingestellt. Güterverkehr gab es bis Lossa noch bis 31. Dezember 1993, bis Bad Bibra noch bis zum 31. Dezember 1994. Das Reststück galt noch lange Zeit als Rangiergleis des Bahnhofes Laucha, ist bis heute (2009) als Bahnstrecke gewidmet und mit Ausnahme der Bahnhofsanlagen in Lossa noch vorhanden. Das Gleis der Finnebahn besitzt jedoch in Laucha keine funktionsfähige Verbindung zur Unstrutbahn mehr.
Zwischen Bad Bibra und Saubach überquert die Neubaustrecke Erfurt–Leipzig/Halle die Finnebahn. Hierfür wurde 2002 unmittelbar hinter der Saubachtalbrücke eine Überführung über die Finnebahn gebaut, obwohl der Zugverkehr hier längst eingestellt und das Gleis mittlerweile demontiert ist.
Auf einem Teil der stillgelegten Strecke verläuft heute der Finne-Wanderweg.

## Galerie

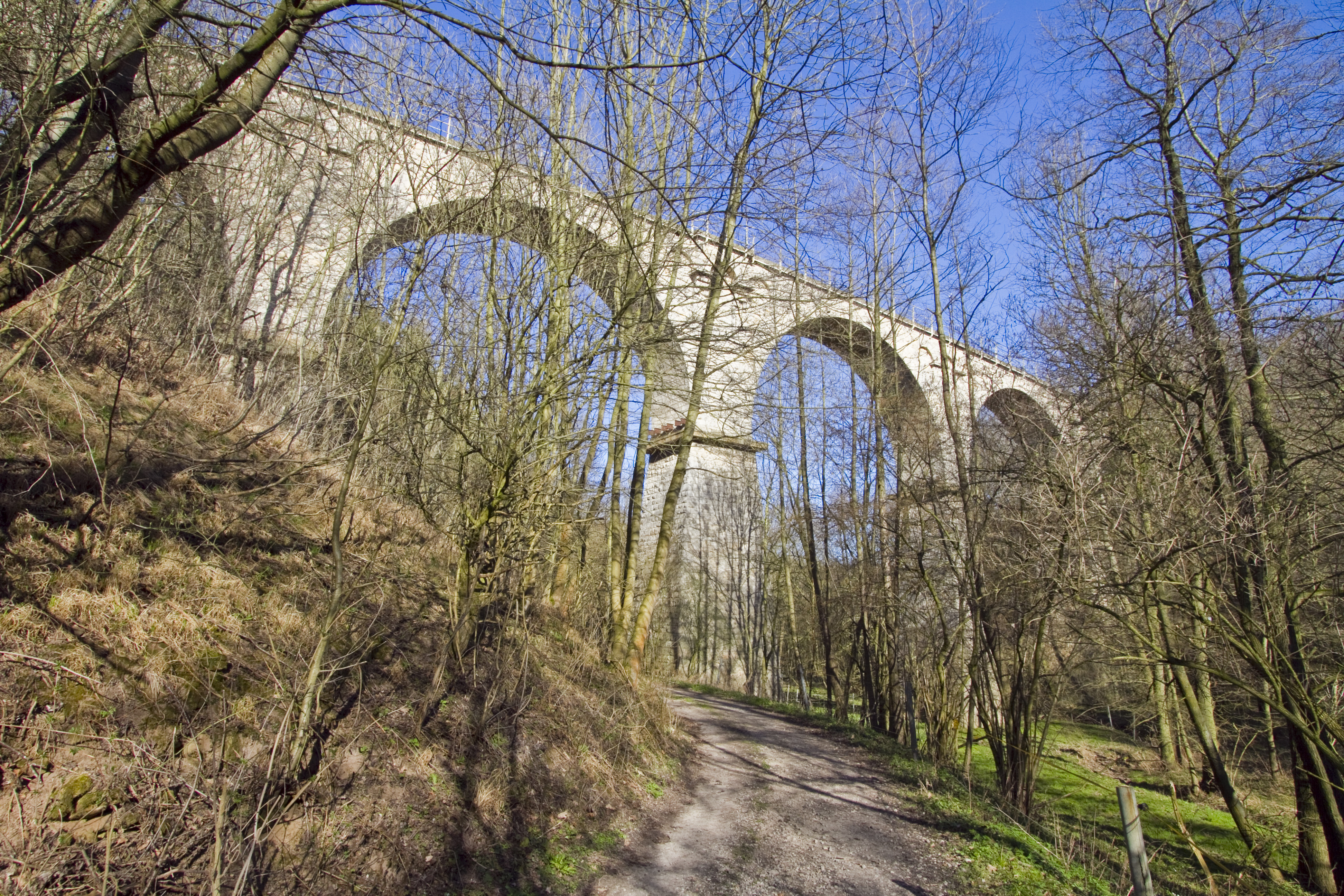
Schnecktalbrücke (2012)
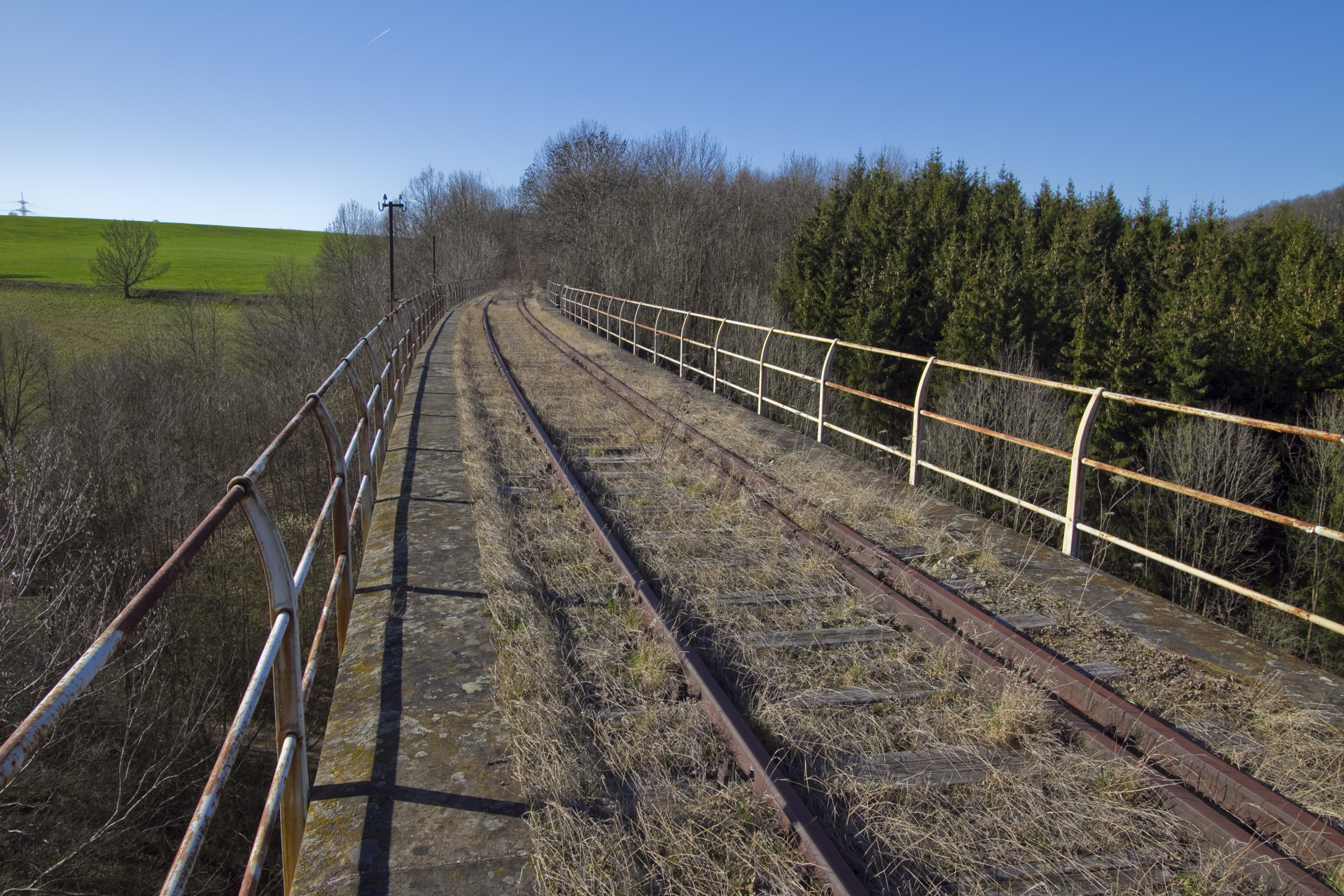
Trasse auf der Schnecktalbrücke (2012)